# Juupajoki
Juupajoki är en kommun i landskapet Birkaland i Finland. Juupajoki har 1 786 invånare och har en yta på 274,95 km².
Juupajoki är enspråkigt finskt.

## Geografi
I Juupajoki finns 58 insjöar som tillsammans täcker 6 % av kommunens yta. De största sjöarna är Mellinselkä, Muhujärvi och Iso-Liesi. I kommunen finns en tätort: Korkeakoski.

## Politik

### Mandatfördelning i Juupajoki kommun, valen 1976–2021
| 3 | 7 | 5 | 6 |

| 3 | 7 | 5 | 6 |

| 2 | 7 | 1 | 6 | 5 |

| 1 | 8 | 1 | 6 | 5 |

| 1 | 7 | 1 | 1 | 6 | 5 |

| 2 | 6 | 1 | 7 | 5 |

| 1 | 7 | 1 | 8 | 4 |

| 1 | 7 | 9 | 4 |

| 13 | 8 |

| 2 | 5 | 1 | 1 | 7 | 5 |

| 13 | 8 |

| 1 | 6 | 9 | 5 |

| 14 | 7 |

| 1 | 5 | 1 | 1 | 5 | 4 |

| 9 | 8 |

| 1 | 4 | 1 | 3 | 4 | 4 |

| 8 | 9 |

## Demografi

### Befolkningsutveckling
| Befolkningsutvecklingen i Juupajoki kommun 1975–2020                                                         | Befolkningsutvecklingen i Juupajoki kommun 1975–2020 | Befolkningsutvecklingen i Juupajoki kommun 1975–2020 | Befolkningsutvecklingen i Juupajoki kommun 1975–2020 | Befolkningsutvecklingen i Juupajoki kommun 1975–2020 |
| --- | ---------------------------------------------------- | ---------------------------------------------------- | ---------------------------------------------------- | ---------------------------------------------------- |
| |                                                      |                                                      |                                                      |                                                      |
| År |                                                      |                                                      | Folkmängd                                            |                                                      |
| 1975 | 1975                                                 |                                                      | 2 610                                                |                                                      |
| 1980 | 1980                                                 |                                                      | 2 524                                                |                                                      |
| 1985 | 1985                                                 |                                                      | 2 499                                                |                                                      |
| 1990 | 1990                                                 |                                                      | 2 525                                                |                                                      |
| 1995 | 1995                                                 |                                                      | 2 452                                                |                                                      |
| 2000 | 2000                                                 |                                                      | 2 371                                                |                                                      |
| 2005 | 2005                                                 |                                                      | 2 224                                                |                                                      |
| 2010 | 2010                                                 |                                                      | 2 094                                                |                                                      |
| 2015 | 2015                                                 |                                                      | 1 988                                                |                                                      |
| 2020 | 2020                                                 |                                                      | 1 800                                                |                                                      |
| Anm: Uppgifterna avser förhållandena den 31 december nämnda år enligt områdesindelningen den 1 januari 2022. |                                                      |                                                      |                                                      |                                                      |

### Språk
Befolkningen efter språk (modersmål) den 31 december 2022. Finska, svenska och samiska räknas som inhemska språk då de har officiell status i landet. Resten av språken räknas som främmande. För språk med färre än 10 talare är siffran dold av Statistikcentralen på grund av sekretesskäl. För Juupajoki kommun betyder det att inget främmande språk framgår i tabellen på grund av för få antal talare.
| Språk                        | Talare 2022-12-31 | Talare 2022-12-31 |
| Språk                        | Antal             | Andel (%)         |
| ---------------------------- | ----------------- | ----------------- |
| Hela befolkningen            | 1 768             | 100,0             |
| Inhemska språk totalt        | 1 746             | 98,8              |
| Finska                       | 1 743             | 98,6              |
| Svenska                      | 3                 | 0,2               |
| Främmande språk totalt       | 22                | 1,2               |
| Språk med färre än 10 talare | 22                | 1,2               |

|  | Finska (98,6 %) |

|  | Svenska (0,2 %) |

|  | Främmande språk (1,2 %) |

|  | Finska (98,6 %) |

|  | Svenska (0,2 %) |

|  | Främmande språk (1,2 %) |